# Abronica
Abronica é um gênero de lesmas do mar, nudibrânquios eolídeos. É o único gênero na família Abronicidae, que foi nomeado pela primeira vez em 2017.
As espécies dentro do gênero Abronica incluem:
- Abronica abronia (MacFarland, 1966)
- Abronica purpureoanulata Baba, 1961